# Guanacoite
La guanacoite è un minerale.